# Carlos Monzón
Carlos Monzón (7. srpna 1942, San Javier – 8. ledna 1995, Santa Rosa de Calchines) byl argentinský boxer. Sedm let držel titul profesionálního mistra světa ve střední váze, když titul obhájil ve čtrnácti mačích, z nichž deset vyhrál knockoutem. Celkem absolvoval 100 profesionálních zápasů, z nichž 87 vyhrál (59 knockoutem), devět remizoval, pouze tři prohrál a jeden skončil bez výsledku. V roce 1990 byl uveden do Mezinárodní boxerské síně slávy.
Narodil se v chudobě, vyrůstal ve slumu, s jedenácti sourozenci. Byl problémovým dítětem, několikrát trestaným za násilné delikty na tribunách fotbalových stadionů nebo na ulici. Roku 1959 absolvoval první amatérský boxerský zápas. Po 78 amatérských vítězstvích (plus šesti prohrách a osmi remízách) vstoupil roku 1962 mezi profesionály. Roku 1970 získal titul mistra světa (WBA a WBC), když porazil Itala Nina Benvenutiho. V příštích sedmi letech při patnácti obhajobách porazil boxery Emile Griffitha nebo José Nápolese.
Jeho soukromý život provázela série skandálů. Jeho první žena ho roku 1973 postřelila a do konce života měl v těle kulku. Druhá manželka byla známá argentinská herečka Susana Giménezová. I ona ho opustila po mnoha násilných incidentech. Další vztah, s uruguayskou modelkou Alicií Munizovou, již skončil tragicky. V roce 1988 byla Munizová nalezena mrtvá v letovisku Mar de Plata. Monzón tvrdil, že s přítelkyní v náručí skočil z okna, sám si zranil ruku, ale přítelkyně po pádu nešťastnou náhodou zemřela. Soud však incident vyhodnotil jako vraždu. Modelka byla podle soudu nejprve uškrcena, teprve poté vyhozena z okna a následný skok boxera za ní měl jen policii zmást. Soud odsoudil Monzóna na 11 let do vězení. Přitěžující okolností bylo, že byl mnohokrát předtím obviněn manželkami i několika milenkami z domácího násilí, zbil také několik fotografů. Zemřel v roce 1995 při autonehodě, během jedné z vycházek. 
Byl blízkým přítelem argentinského fotbalisty Diega Maradony.